# 백진현
백진현 (1958년 2월 1일~)은 대한민국의 법률가이다. 국제해양법재판소 재판관이다. 2017년 10월 2일부터 2020년까지 재판소장을 지냈다.
1980년에 서울대학교 법학과를 졸업하고 컬럼비아 대학교와 케임브리지 대학교서 수학했다. 백진현은 1989년 케임브리지 대학교 로스쿨을 졸업하고 뉴욕주 변호사 자격을 얻었다. 2009년 3월에 그는 국제해양법재판소의 위원으로 선출되었다. 2014년에는 해양법재판관 재선에 성공하였으며, 2017년 10월에는 국제해양법 재판소의 소장으로 선출되어 2020년까지 직무를 수행하였다.
백진현 재판소장은 2018년 케르치 해협 사건에 대한 재판을 담당하기도 하였다. 2019년 5월 25일에는 국제해양법 재판소는 러시아 즉각적으로 우크라이나 선박 3척과 24명의 선원을 풀어줘야 한다고 결정하였다.